# Nguyễn Thức Tự
Nguyễn Thức Tự (1841-1923), biệt hiệu Đông Khê; được gọi là : Cụ Sơn là quan nhà Nguyễn, là Tán tương quân vụ trong Khởi nghĩa Hương Khê, và là nhà giáo Việt Nam.

## Tiểu sử
Nguyễn Thức Tự là người làng Đông Chữ; nay thuộc xã Nghi Trường, huyện Nghi Lộc, tỉnh Nghệ An.
Tổ tiên dòng họ ông có nguồn gốc từ Thanh Hóa đến lập nghiệp tại Nghệ An vào thế kỷ 17. Đây là dòng họ có nhiều vị khoa bảng và nhân đức.
Ông Tự sinh ra trong một gia đình gia giáo. Cha của ông là Nguyễn Huy Phước, một thầy thuốc giỏi, nhưng mất sớm (khi ông Tự mới 2 tuổi). Mẹ của ông là bà Hồ Thị Duyệt, là cháu gái Hoàng giáp Quận công Hồ Phi Tích, Hồ Phi Tích là cháu của Hồ Hưng Dật Thái Thú Diễn Châu.
Ngay từ thuở nhỏ, ông Tự đã nổi tiếng là người học giỏi, biết trọng đạo lý, có lòng yêu nước và thương người .
Năm Mậu Thìn (1868), ông đỗ Cử nhân, được bổ làm quan dưới triều Tự Đức, và lần lượt trải các chức vụ: Hậu bổ ở Hà Tĩnh, Tri huyện Thạch Hà, Tri huyện Hương Khê, Tri phủ Đức Thọ.
Năm 1880, ông được cử làm Sơn phòng Chánh sứ Hà Tĩnh (nên người ta thường ông là cụ Sơn).
Năm 1884, mẹ mất, ông xin về chịu tang rồi ở luôn tại nhà, không đi làm quan nữa. Triều đình cho mời nhiều lần, nhưng ông luôn từ chối, xin được ở nhà dạy học .
Hưởng ứng dụ Cần Vương của vua Hàm Nghi, khoảng năm 1886, ông tham gia Khởi nghĩa Hương Khê, được cử giữ chức Tán tương quân vụ ở chiến khu Vụ Quang. Ở nơi ấy, ông cùng Cao Thắng, Ngô Quảng, Phan Đình Nghinh...lập được nhiều chiến công khiến quân Pháp phải vất vả lắm, và mất một khoảng thời gian dài mới bình định được đất Hà Tĩnh, Nghệ An.
Năm 1895, thủ lĩnh Phan Đình Phùng bị thương nặng rồi mất trong chiến khu , ông cùng một số chiến hữu rút vào rừng sâu. Bị quân Pháp khủng bố quá, lực lượng dần tan rã, nên một thời gian sau, ông lui về quê mở trường dạy học (trường Đông Khê) 
Vào những ngày tháng cuối đời, thầy Nguyễn Thức Tự vẫn luôn dõi theo tin tức của những người học trò, những người con đang làm nhiệm vụ cứu nước; đồng thời vẫn tiếp tục giáo dục tinh thần yêu nước cho nhân dân. Thầy thường tổ chức các buổi bình văn thơ tại nhà thờ với chuyên đề "xả thân thủ nghĩa"...thu hút đông đảo người nghe .
Ngày 25 tháng 4 năm Quý Hợi (10 tháng 6 năm 1923), thầy Nguyễn Thức Tự mất tại quê nhà, để lại niềm tiếc thương trong lòng của nhiều người.

## Tác phẩm
Tác phẩm của ông có:
- Đông Khê hiện luật phú: gồm trên tập bài phú hay của học trò do ông tập họp trong hơn 30 năm dạy học.
- Đông Khê lịch sử, sự trạng
- Đông Khê thư tập
- Đông Khê thi tập: gồm trên 100 bài thơ do ông sáng tác [2].

## Ghi nhận công lao
Nằm trong bộ tham mưu của Khởi nghĩa Hương Khê, tuy không trực tiếp cầm gươm giết quân xâm lược, nhưng Tán tương quân vụ Nguyễn Thức Tự đã bày mưu, tính kế giúp chủ tướng Phan Đình Phùng xây dựng đồn lũy ở vùng rừng núi, dựa vào dân địa phương để tập hợp lực lượng, tổ chức kháng chiến lâu dài .
Bên cạnh công lao ấy, ông còn là nhà giáo đạo cao đức trọng, có nhiều đóng góp trong lĩnh vực giáo dục. Theo tài liệu, thì trong suốt quá trình dạy học, thầy Nguyễn Thức Tự đã đào tạo được trên 400 học trò thành đạt, nhiều vị khoa bảng có tài năng và nhân cách, như: Đinh Văn Chấp (đỗ Hoàng giáp), Nguyễn Đức Lý (đỗ Hoàng giáp), Hoàng Kiêm (đỗ Tiến sĩ), Nguyễn Mai, Lê Bá Hoan, Vương Đình Trân (đỗ Phó bảng), Nguyễn Thúc Đình, Nguyễn Thúc Hiên, Nguyễn Viết Tuyên, Nguyễn Sinh Sắc (đỗ Phó bảng), Đặng Nguyên Cẩn (đỗ Phó bảng), Phan Bội Châu (Giải nguyên thi Hương), Đặng Thái Thân (đỗ đầu xứ), Hoàng Trọng Mậu, Phan Văn Ngôn, Vương Thúc Quý (đỗ Cử nhân), Đặng Thúc Hứa, Đặng Tử Kính, Trần Đông Phong, Đặng Văn Bá, Lê Văn Huân (đỗ Cử nhân), Ngô Đức Kế (đỗ Tiến sĩ), v.v...
Ngoài ra, nhờ sự dạy dỗ của ông, mà các con của ông là Nguyễn Thức Canh, Nguyễn Thức Đường, Nguyễn Thức Bao, về sau đều trở thành những chiến sĩ cách mạng Việt Nam. Thầy Nguyễn Thức Tự quả là một "người thầy giáo khó tìm trong đời" .
Ghi nhận những công lao ấy, hiện ở xã Nghi Trường có nhà thờ Nguyễn Thức Tự , và ở thị trấn Quán Hành (Nghi Lộc, Nghệ An) có trường THPT Nguyễn Thức Tự.